# بدر الدين الزركشي
بدر الدين الزركشي أبو عبد الله، بدر الدين، محمد بن بَهادُر بن عبد الله الزَّرْكَشِيِّ المصري، هو فقيه شافعي، أصولي ومُحدث، له مؤلفات في علوم كثيرة. وُلد في القاهرة سنة 745 هـ، وتُوفي سنة 794هـ. رحل إلى حلب وأخذ عن الشيخ شهاب الدين الأذرعي وأخذ عن علماء حلب وسافر إلى دمشق وسمع الحديث من شيوخها.

## شيوخه
من أبرز شيوخه سراج الدين البلقيني وجمال الدين الإسنوي وشهاب الدين الأذرعي.

## تلاميذه
تتلمذ عليه الكثير، وعلى رأسهم: شمس الدين البرمادي المتوفى سنة 830هـ، ونجم الدين بن حجي الدمشقي المتوفى سنة 831هـ.

## مؤلفاته
خلَّف الزركشي أكثر من 60 مؤلفًا في التفسير وعلوم القرآن، وعلوم الحديث، والفقه وأصوله وقواعده، والتوحيد والسيرة النبوية، والنحو والمنطق، والأدب والتاريخ، من أشهر ما طُبع منها:
1. الإجابة لإيراد ما استدركته عائشة على الصحابة، حققه سعيد الأفغاني، ثم أعاد تحقيقه محمد بِنْيامِين أَرُول وراجعه وقدم له شعيب الأرنؤوط.
2. إعلام الساجد بأحكام المساجد، تحقيق أبو الوفا المراغي.
3. البحر المحيط (في أصول الفقه)،[4] حققه عبد القادر عبد الله العاني، راجعه عمر سليمان الأشقر.
4. البرهان في علوم القرآن، حققه محمد أبو الفضل إبراهيم، وطبع طبعات كثيرة بتحقيق غيره أيضًا.
5. تأصيل البُنا في تعليل البِنا، حققه عادل فتحي رياض.
6. تشنيف المسامع بجمع الجوامع، حققه عبد الله شرف الدين الداغستاني.
7. التنقيح لألفاظ الجامع الصحيح (صحيح البخاري)، وهو تعليقات وفوائد منثورة مرتبة بحسب ترتيب الأحاديث في الصحيح.
8. خبايا الزوايا (في الفروع)، حققه عبد القادر عبد الله العاني.
9. الديباج في توضيح المنهاج.
10. زهر العَريش في تحريم الحشيش، حققه السيد أحمد فرج.
11. سلاسل الذهب (في أصول الفقه).[5]
12. الغُرَر السوافر فيما يحتاج إليه المسافر.
13. اللآلئ المنثورة في الأحاديث المشهورة، حققه محمد بن لطفي الصباغ. وطُبع الكتاب طبعة أُخرى بعنوان (التذكرة في الأحاديث المشتهرة).
14. لَقْطة العَجْلان وبَلَّة الظمآن، علَّق عليه جمال الدين القاسمي.
15. معنى لا إله إلا الله، حققه علي محيي الدين القره داغي.
16. المنثور في القواعد (فقه شافعي)، حققه تيسير فائق أحمد محمود، راجعه عبد الستار أبو غدة.
17. النكت على ابن الصلاح، حققه زين العابدين بن محمد بلا فريج.